# Vjačeslav Dmitrievič Zudov
Vjačeslav Dmitrievič Zudov (in russo: Вячесла́в Дми́триевич Зу́дов) (Bor, 8 gennaio 1942 – 12 giugno 2024) è stato un cosmonauta sovietico.

## Biografia
Fu selezionato astronauta il 23 ottobre 1965. Volò come comandante sulla Soyuz 23. Ebbe due figli.